# 1988 TG5
1988 TG5 är en asteroid i huvudbältet som upptäcktes den 3 oktober 1988 av de båda japanska astronomerna Seiji Ueda och Hiroshi Kaneda i Kushiro.
Asteroiden har en diameter på ungefär 4 kilometer.